# NGC 3890
NGC 3890 este o galaxie spirală situată în constelația Dragonul. A fost descoperită în 12 decembrie 1797 de către William Herschel.